# Västgötalagen

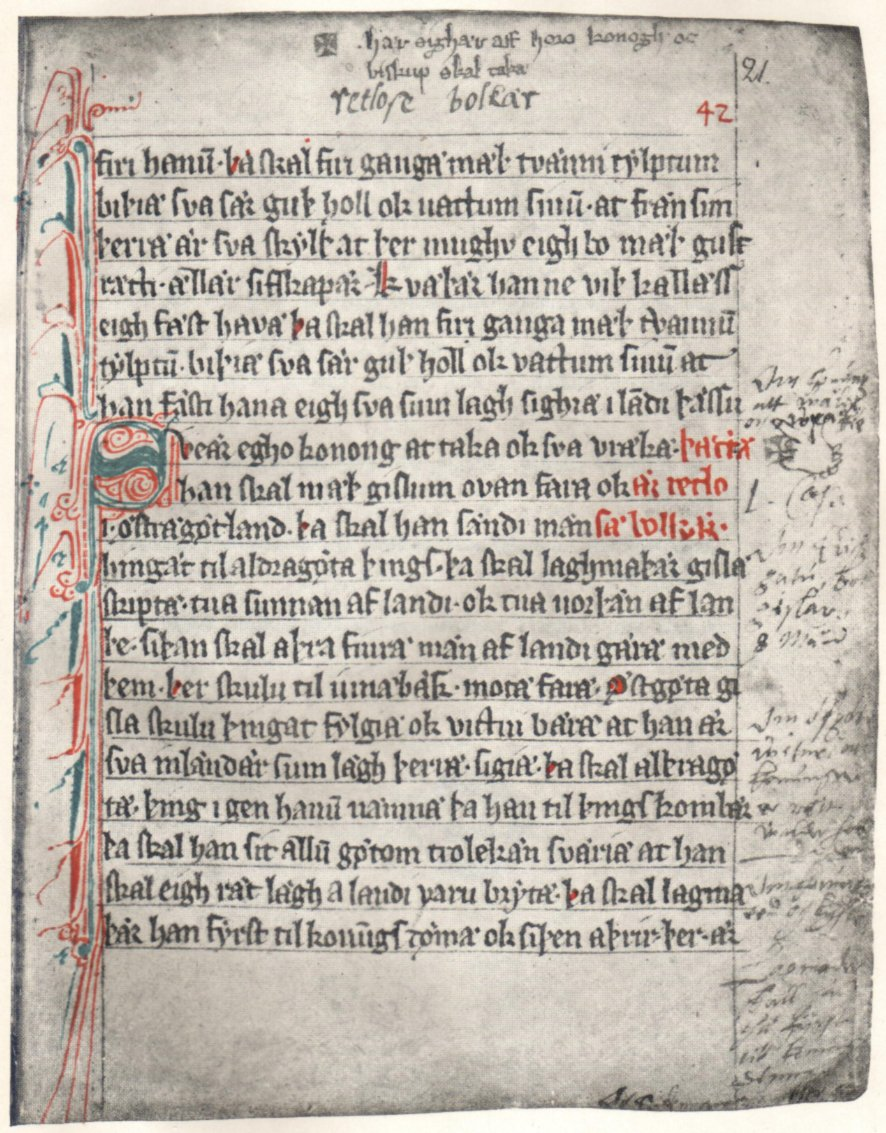
Äldre Västgötalagens "Rättlösabalk" i handskriften B 59. Vid det målade S:et börjar texten Svearna äga taga konung och likaså vräka.

Västgötalagen, som är den äldsta av de svenska landskapslagarna, tillämpades i Västergötland före omkring år 1350. Lagen finns i två versioner: Äldre Västgötalagen och Yngre Västgötalagen (den yngre kan betecknas som en modernisering av den äldre):253. I jämförelse med andra landskapslagar saknar Västgötalagarna konungabalk och reglerna om byarnas förhållanden är föga omfattande.
Den äldsta svenskspråkiga boken, Kungliga bibliotekets handskrift KB B 59, innehåller bland annat texten till Äldre Västgötalagen, skriven efter 1281, den äldsta någorlunda fullständigt bevarade svenska laghandskriften. Det finns fragment av ännu äldre svenska texter och handskrifter, bland annat handskrift KB B 193, även den en avskrift av samma lag. Bevarad endast i fragment är också den äldre Hednalagen. 
I den äldre västgötalagen nämns greklandsfarare.
Den Yngre Västgötalagen har tillkommit efter 1250 och troligen avfattats senast i början av 1300-talet, och där har lagen omarbetats så att den är dubbelt så lång.
Västgötalagens tillägg. Av den bevarade handskriften av den Äldre Västgötalagen framgår att man efter hand lagt till anteckningar om nyare stadganden. Däribland finns Sveriges äldsta domareregler från början av 1300-talet. De kan betecknas som ett kyrkligt reformprogram och har utövat inflytande på den senare rättsutvecklingen.

## Historia

### Tillkomst
Den Äldre Västgötalagen antas ha sammanställts någon gång mellan 1219 och 1225:253 av lagman Eskil Magnusson, äldre halvbror till Birger jarl och användes i Västergötlands lagsaga.

### Jurisdiktioner
Det tog tid för Magnus Erikssons landslag från något år före 1350 att bli accepterad i Västergötland. Så sent som 1399 användes Västgötalagen och inte landslagen i ett pantsättningsärende. Västgötalagen gällde i Västergötland, Dalsland samt Mo härad i Småland. Landstinget, Alla götars ting, hölls i Skara.

## Innehåll

### Föreskrifterna om kungaval
En av de mest citerade raderna i Västgötalagen är ur dess Rättslösabalk och lyder; "Sveær egho konong at taka ok sva vrækæ". Betydelsen av denna rad är omdebatterad. Den traditionella tolkningen innebär att svearna skulle ha haft vetorätt vid kungaval, vilket framför allt anhängare av västgötaskolan nekar till skulle ha varit fallet.
De menar att svearna, om betydelsen är "personer från Uppland", av någon anledning inte utnyttjat denna vetorätt eftersom de kungar som valdes under flera hundra år inte hade någon speciell anknytning till Uppland, utan hade sin politiska och ekonomiska bas i götalandskapen. Västgötaskolans anhängare hävdar i stället att "sveær" var en benämning som på 1200-talet motsvarade dagens "svenskar"[källa behövs].
Den traditionella tolkningen får dock stöd från Saxo Grammaticus som i sin skildring av Danmarks historia fram till 1185 har ett kort avsnitt om 1120-talets svenska tronstrider. I detta framgår det tydligt[källa behövs] att Saxo uppfattade svear och götar som två skilda folk och att det bara var de förstnämnda som hade formell rätt att välja kung. Dessutom framgår det även i en annan del av Västgötalagen att den gör skillnad mellan svear, västgötar och smålänningar i balken om mandråp. De äldsta bevarade dokument där begreppet svenskar används med dess moderna innebörd härrör från 1400-talet, under 1200-talet syftade det på invånarna i Mälarlandskapen.[källa behövs]

### Textexempel
Här nedanför är en transkription av textsidan ovan till höger med Sveær egho ....
[vill han va'ria']
firi hanū þa skal firi ganga' ma'þ tva'nni tylptum
biþia' sva sa'r guþ holl ok uattum sinū · at fra'nsim
þerra' a'r sva skỷlþ at þer mughv eigh bo ma'þ guss
ra'tti · a'lla'r sifskapa'r · Kva'þa'r han ne viþ kalla'ss
eigh fa'st hava' þa skal han firi ganga' ma'þ tva'nnū
tylptū · biþia' sva sa'r guþ holl ok vattum sinū at
han fa'sti hana eigh sva sum lagh sighia' i landi þa'ssu·
Svea'r egho konong at taka ok sva vra'ka'·
han skal ma'þ gislum ovan fara ok
i o'stra'go'tland · þa skal han sa'ndi ma'n
hinga't til aldrago'ta þings · þa skal laghmaþa'r gisla'
skipta' · tua sunnan af landi · ok tua norþa'n af lan
þe · siþan skal aþra fiura' ma'n af landi ga'ra' med
þem · þer skulu til iuna'ba'k · mota' fara' · O'stgo'ta gi
sla skulu þingat fylgia' ok vittni ba'ra' at han a'r
sva inla'nda'r sum la'gh þerra' · sighia' · þa skal alþrago'
ta' · þing i gen hanū na'mna' þa han til þings komba'r
[...]